# Geneesmiddel

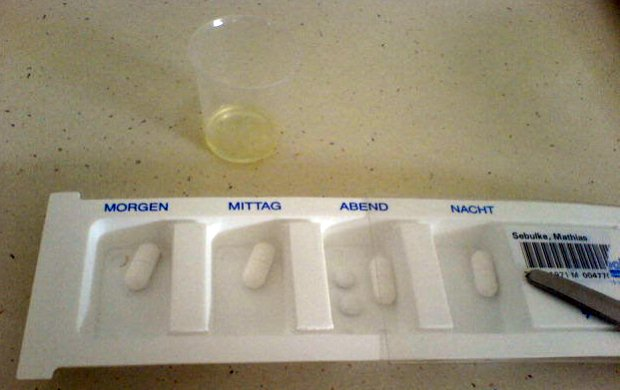
Pillenbakje voor dagelijks gebruik, met vakindeling voor morgen, middag, avond en nacht

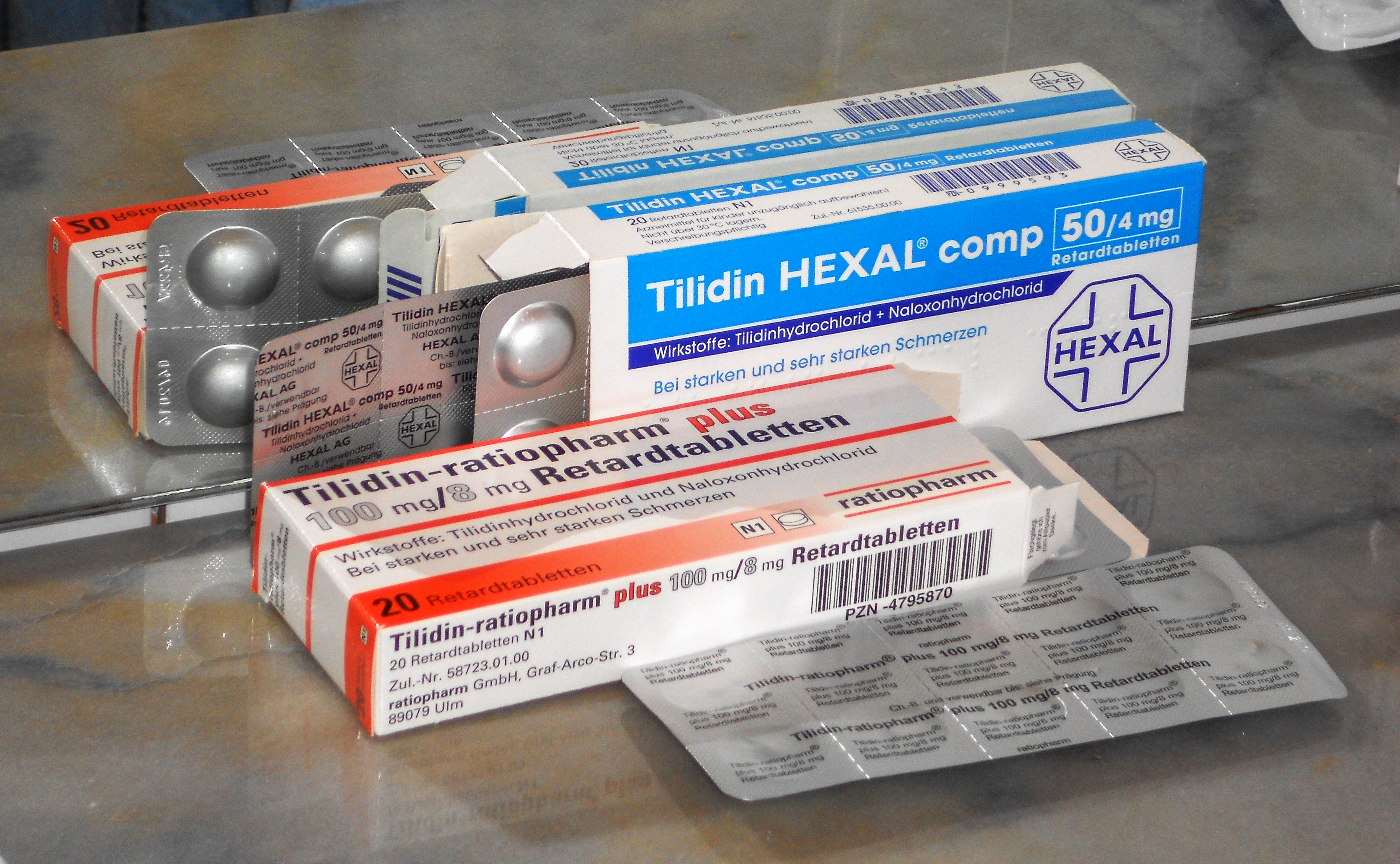
Tilidine, een pijnstiller

Een geneesmiddel, ook medicijn en medicament, is een chemische stof of complex van chemische stoffen met een beoogd farmacologisch, immunologisch of metabolisch effect op het (dierlijk of menselijk) lichaam. De wetenschap van de geneesmiddelen heet farmacie. De wetenschap naar de effecten van geneesmiddelen in het menselijk lichaam (humane) farmacologie. Het voorschrijven van geneesmiddelen wordt ook wel farmacotherapie of geneesmiddelentherapie genoemd. Veel geneesmiddelen hebben een plantaardige, dierlijke of andere biologische oorsprong zoals respectievelijk de alkaloïden, bepaalde insulines of penicillinen, maar de meeste worden tegenwoordig synthetisch gemaakt. Vaak worden om praktische redenen grondstoffen van plantaardige of dierlijke oorsprong als uitgangsstof voor de synthese van geneesmiddelen gebruikt.
Volgens de definitie in de Nederlandse geneesmiddelenwet hoeft een geneesmiddel dus niet altijd te genezen, en omvat het bijvoorbeeld ook diagnosemiddelen en middelen die preventief (profylactisch) worden ingezet. Zo vallen de volgende middelen onder de definitie van geneesmiddel:
- middelen met een therapeutische (genezende) werking - bijvoorbeeld een antibioticum,
- middelen met een profylactische (preventieve) werking - bijvoorbeeld een antimalariamiddel.
- middelen die dienen om een diagnose te stellen - bijvoorbeeld oogdruppels die door de oogarts tijdens spreekuur worden gebruikt,
- middelen die dienen om fysiologische functies bij de mens te herstellen, verbeteren of wijzigen - bijvoorbeeld een middel dat bij suikerziekte wordt gebruikt, bij een te hoog cholesterol of tegen te hoge bloeddruk.

In de praktijk zijn er, in vergelijking tot de totale hoeveelheid beschikbare middelen, slechts een zeer beperkt aantal die een genezende werking hebben en verreweg het overgrote deel van de medicijnen hebben geen genezende werking, maar worden gebruikt om fysiologische functies te beïnvloeden.

## Indelingen
Geneesmiddelen kunnen op veel manieren worden ingedeeld: gangbare methoden zijn bijvoorbeeld
- naar therapeutisch doel, bijvoorbeeld preventieve middelen;
- naar therapeutisch effect, bijvoorbeeld bloeddrukverlagende middelen;
- naar orgaansystemen van het menselijk lichaam;
- naar chemische structuur, bijvoorbeeld benzodiazepinen;
- naar werkingsstrategie, bijvoorbeeld substitutie;
- naar werkingswijze of werkingsmechanisme, bijvoorbeeld alkylerende agentia;
- naar oorsprong, bijvoorbeeld digitalisglycosiden;
- naar verstrekkingsregels, bijvoorbeeld Opiumwet-middelen;
- naar toedieningsweg, bijvoorbeeld zetpillen;
- naar verstrekkingsvorm, bijvoorbeeld capsules of tabletten;
- naar werkingsduur, bijvoorbeeld langwerkende slaapmiddelen;
- naar de manier waarop ze uit het lichaam worden verwijderd, bijvoorbeeld middelen met renale klaring.

Een indeling die internationaal zeer veel wordt gebruikt is de ATC/DDD-classificatie. ATC staat voor Anatomisch Therapeutisch Chemisch. Deze classificatie wordt door de Wereldgezondheidsorganisatie in Noorwegen toegekend. Een ATC-code voor een geneesmiddel bestaat uit 7 letters/cijfers, onderverdeeld in 5 niveaus.
Het geneesmiddel Metformine (een middel bij diabetes) wordt bijvoorbeeld als volgt ingedeeld:
- A - maag-darmkanaal en metabolisme (niveau 1: anatomische hoofdgroep)
- A10 - geneesmiddelen gebruikt bij diabetes (niveau 2: therapeutische subgroep)
- A10B - orale bloedglucoseverlagende geneesmiddelen (niveau 3: farmacologische subgroep)
- A10BA - biguaniden (niveau 4: chemische subgroep)
- A10BA02 - metformine (niveau 5: chemische stofnaam)

### Indeling naar therapeutisch doel
- Causale therapie: bestrijden van de oorzaak van een ziekte.
- Symptomatische therapie: bestrijden van de gevolgen van een ziekte.
  - Palliatieve therapie: verlichten van pijn (genezen is geen doel, vaak bij terminale patiënten)
- Preventieve therapie: voorkomen van een ziekte.
- Diagnostische toediening: het toedienen van een stof met als doel uit te vinden aan welke aandoening de patiënt lijdt of welke de oorzaak van de aandoening is.

De grens tussen deze indelingen is om allerlei redenen niet zo heel scherp:
- Zo is wat vandaag de oorzaak van een bepaalde ziekte lijkt, misschien morgen slechts een gevolg en ligt de oorzaak dieper. Zo dacht men vroeger dat een combinatie van stress en maagzuur de oorzaak van maagzweren was. Het maagzuur neutraliseren of de productie ervan onderdrukken was dan een causale therapie. Nu weet men dat de hoofdoorzaak van maagzweren een bacterie is (Helicobacter pylori) en is een antibacteriële therapie de meest causale therapie geworden.
- Het gevolg van een ziekte is tegelijkertijd vaak de oorzaak van een volgende ziekte. Is het bestrijden van het gevolg dan een symptomatische of een preventieve therapie?

### Indeling naar therapeutische effect
Dit overlapt sterk met de indeling volgens orgaansysteem.

### Indeling naar werkingsstrategie
De indeling naar werkingsstrategie is gebaseerd op de manier waarop het geneesmiddel inwerkt op het ziekteproces. Zeer eenvoudig gesteld kan men zeggen dat een ziekte ontstaat doordat schadelijke factoren (zoals giftige stoffen, zuurstoftekort of ziekteverwekkers) schade toebrengen aan ons lichaam. Meestal is die schade op het niveau van de cel. Die schade kan twee gevolgen hebben. Ofwel wordt de cel zodanig beschadigd of gedood dat de cel haar normale functie(s) niet meer kan uitvoeren. Dit is dus functieverlies en is het meest voorkomende gevolg van schade. Een tweede mogelijk gevolg, dat veel minder voorkomt, is dat de cel een nieuwe schadelijke functie ontwikkelt. Dit is bijvoorbeeld het geval bij kankercellen: ze vertonen nieuwe schadelijke functies waaronder ongeremde celdeling.
De indeling in werkingsstrategie bestaat op het hoogste niveau dan ook in twee takken: enerzijds het verminderen van de schadelijke factoren of de nieuwe schadelijke functies, anderzijds het vervangen van de verloren functies ook wel substitutietherapie genoemd. Zo behoren antibiotica tot de eerste groep: ze verminderen de schadelijke factor, namelijk het aantal bacteriën. Insuline behoort tot de tweede groep: insuline vervangt de verloren gegane insulineproductie door de pancreascellen.
De werkingsstrategie van het verminderen van de schadelijke factoren kan nog verder opgedeeld worden in elimineren of bijsturen.
EliminerenBij elimineren is het de bedoeling de schadelijke factoren te verminderen door ze te doden of door ze rechtstreeks te neutraliseren. Voorbeelden zijn antibiotica (doden bacteriën), antivirale middelen (doden virussen), antimycotica (doden schimmels), antiparasitaire middelen (doden parasieten zoals malaria), antitumorale middelen (doden kankercellen). Een voorbeeld van rechtstreeks neutraliseren is het neutraliseren van maagzuur met basische stoffen (antacida).
BijsturenBij bijsturen is het de bedoeling de productie van schadelijke factoren door de cel te verminderen door de cel bij te sturen. Het overgrote deel van alle geneesmiddelen werkt volgens deze strategie. Het bijsturen bestaat heel vaak uit het remmen of blokkeren van een celfunctie. Zo gaan bijvoorbeeld maagzuursecretie-inhibitoren de productie van maagzuur door de maagcellen remmen.
In het algemeen gebeurt het remmen meestal door het blokkeren van receptoren op de buitenkant van de cel of door het blokkeren van enzymen in de cel. Zie verder bij werkingsmechanismen.

### Indeling naar werkingsmechanisme
Er zijn geneesmiddelen waarvan de werking op puur fysische effecten berust, bijvoorbeeld osmotische aantrekking van water bij sommige laxeermiddelen of op puur scheikundige reacties, bijvoorbeeld het neutraliseren van maagzuur met alkalische stoffen.
Meestal berust de werking echter op een biochemische interactie tussen het geneesmiddel en signaalstoffen, zoals hormonen of neurotransmitters, of in de cel. De meeste geneesmiddelen zijn agonisten of antagonisten voor fysiologisch belangrijke signaalstoffen, en werken door zich te binden aan zogenaamde receptoren. Receptoren zijn eiwitten die zich vaak op de buitenkant van de cel bevinden en tot doel hebben om signaalstoffen van buiten de cel te binden. Wanneer een geneesmiddel nu de receptor blokkeert zal de cel niet meer reageren op het stimulerend signaal. Op die manier kan de activiteit van cellen beïnvloed worden en daardoor het fysiologisch gedrag van het orgaan of de weefsels waartoe de cellen behoren. Sommige geneesmiddelen activeren een receptor in plaats van deze te blokkeren. In geval van activeren spreekt men van agonisten. In geval van blokkeren spreekt men van antagonisten.
Naast receptoren zijn enzymen een andere belangrijke aangrijpingsplaats van geneesmiddelen. Het geneesmiddel zal dan het enzym remmen of blokkeren zodat dit enzym zijn normale werking niet meer kan uitvoeren.
Van een heel andere orde ten slotte is het placebo-effect. Een placebo is een niet-actieve stof die toch na toediening de klachten van de patiënt laat verminderen. Een deel van het waargenomen effect van ieder geneesmiddel is toe te schrijven aan dit placebo-effect en vaak ook een deel van de bijwerkingen. Het placebo-effect zou werken doordat de patiënt wil beantwoorden aan een verwachtingspatroon. Als de patiënt bijvoorbeeld van een drankje verwacht dat hij er hoofdpijn van zal krijgen, verhoogt dit de kans dat hij inderdaad hoofdpijn zal krijgen. Hetzelfde drankje kan echter de hoofdpijn verminderen bij iemand die verwacht dat het drankje een pijnstillend effect heeft.
Het placebo-effect wordt dus naar alle waarschijnlijkheid opgewekt door de hersenen, maar de lichamelijke effecten ervan (bijvoorbeeld bloeddrukdaling) zijn wel degelijk meetbaar en kunnen dan ook nuttig (of schadelijk) zijn.

### Indeling naar orgaansysteem
- het centraal zenuwstelsel, bijvoorbeeld neurodepressiva, antipsychotica, neurostimulantia en psychoanaleptica, ook wel bekend onder de verzamelnaam psychofarmaca,
- hart en bloedvaten (tractus circulatorius),
- het bloed,
- het maag-darmstelsel (tractus digestivus),
- het ademhalingsstelsel (tractus respiratorius),
- de nieren en urinewegen (tractus uropoeticus),
- het genitaal stelsel (tractus genitalis),
- het spierstelsel,
- de huid (dermatologica),
- mond / keel / neus/oor (otologica),
- de ogen (ophtalmologica),
- de immuniteit (vaccins)
- het hormonaal systeem, (hormonen),
- de stofwisseling,
- infecties (antimicrobiële farmaca),
- vitaminen, mineralen en tonica,
- pijnstillers, antipyretische middelen en geneesmiddelen tegen ontstekingen,
- narcotische analgetica,
- anesthesie,
- antitumorale geneesmiddelen: chemotherapie en andere,
- diagnostica,
- tegengiffen (antidota),
- aanvullende middelen (suppletiepreparaten, infusievloeistoffen, plasmavervangingsmiddelen, en andere).

### Indeling naar toedieningsvorm
Geneesmiddelen kunnen op allerlei wijzen worden toegediend:
- oraal (via mond en slokdarm) - tablet, dragee, capsule, drank, poeder
- intraveneus (door middel van injectie in een ader)
- intramusculair (injectie in een spier)
- subcutaan (onderhuidse injectie)
- rectaal, via de anus door middel van een zetpil of klysma
- oromucosaal, via het slijmvlies in de mond
- op de slijmvliezen
  - verstuiving - mondspray, neusspray
  - spoeling - gorgeldrank (gargarisma), mondspoeling (collutio), oogwater (collyrium)
  - indruppeling - oogdruppels (oculoguttae), neusdruppels (guttae nasales) en oordruppels
- via de longen (middelen voor inhalatie)
- op de huid of dermaal, door middel van zalf, crème, lotion, pasta of gel
- door de huid of transdermaal, door middel van een pleister (fentanyl, nicotine, oestrogeen) en (het diergeneeskundig) overgietpreparaat (pour-on) (ivermectine)

## Ontwikkelen
Het ontwikkelen van een medicijn kent in de geneesmiddelenindustrie de volgende stappen:
- Selectie
- Preklinische ontwikkeling
- Klinische ontwikkeling
- Octrooi aanvraag en registratie
- Commercialisering, productie en distributie

## Werking: 3 fasen
Het farmacologisch effect van een farmacon treedt bij orale toediening in het algemeen pas op als er drie fasen zijn doorlopen, te weten:
1. Farmaceutische fase: de toedieningsvorm (tablet, dragee, capsule) valt uiteen en het farmacon komt vrij en lost op.
2. Farmacokinetische fase: opname (meestal door diffusie), verdeling (of distributie) over het lichaam, en eliminatie door metabolisme (biotransformatie of afbraak) en excretie (uitscheiding).
3. Farmacodynamische fase: farmacon-receptor interactie in het doelweefsel.

Als na toediening van het medicijn al het aanwezige farmacon in opgeloste vorm komt, dan is de farmaceutische beschikbaarheid 100%.
Als al het opgeloste farmacon ook daadwerkelijk via de opnameprocessen en leverpassage in de algehele lichaamscirculatie terechtkomt, dan is de biologische beschikbaarheid 100%.

## Werkingsmechanismen
Een farmacon kan op verschillende manieren werken:
- Non-specifieke werking: de stof werkt door fysicochemische eigenschappen, voorbeeld hiervan zijn de inhalatieanesthetica
- Als nep-substraat of blokker van:
  - transportsystemen of
  - enzymen
- Door interactie met receptoren: Dit is de meest gangbare manier waarop een farmacon zijn werk doet. Farmaca die receptoren activeren en zo een fysiologische respons genereren, heten agonisten. Stoffen die wel binden aan een receptor maar hem niet activeren, zijn antagonisten.
- Als placebo: De patiënt denkt dat hij wordt behandeld en voelt zich daardoor al beter, hoewel het middel geen werkzame stof bevat.

## Opname en eliminatie

### Eliminatiewijzen
De meeste middelen worden door de lever of door de nier gemetaboliseerd en via urine, fecaliën, zweet, uitgeademde lucht, enz. uit het lichaam verwijderd, 'geklaard'.
Dit verschijnsel van de weg van het geneesmiddel door het lichaam heet farmacokinetiek en is heel belangrijk bij de werking én de ontwikkeling van nieuwe geneesmiddelen, dus als onderdeel van de farmacologie.

### Distributievolume
Het distributievolume of verdelingsvolume is een maat uit de farmacokinetiek voor de verdeling van een geneesmiddel na inname. Sommige stoffen hebben de eigenschap dat ze vooral in het bloed verblijven, andere diffunderen sterk naar het vetweefsel, andere verdelen zich over het totale lichaamswater, en weer andere worden sterk aan (plasma)eiwitten gebonden. Direct na (intraveneuze) toediening van een farmacon kan de concentratie in het bloed worden bepaald. Uit deze concentratie en de toegediende dosis kan eenvoudig het (schijnbaar of fictief) verdelingsvolume worden berekend.
Bij een gezonde volwassene is het bloedvolume ongeveer 5 tot 6 liter. Het berekende verdelingsvolume kan vele malen groter zijn, wel tot honderden liters: vandaar fictief of schijnbaar verdelingsvolume. Oorzaak van deze discrepantie is dat het farmacon niet in de bloedbaan blijft zitten, maar zich aan eiwitten bindt, zich in het vetweefsel stapelt of zich op andere manieren aan de bloedbaan onttrekt. Het berekende volume heeft dus geen relatie met de realiteit, maar is een belangrijke parameter in het voorspellen van het farmacokinetische gedrag van het farmacon.
Dat deel van het lichaam waarin de concentratie van het farmacon gemeten wordt (meestal het bloed of het plasma) behoort tot het zogenaamde centrale compartiment. Als de afname van de plasmaconcentratie in de tijd verder vervolgd wordt, is het via mathematische modellen vaak mogelijk om meerdere perifere compartimenten te benoemen. Deze compartimenten zijn geheel fictief van aard en hebben geen enkele relatie met anatomische of fysiologische substraten.

### Kinetiek van de klaring
De snelheid waarmee een middel uit het lichaam verdwijnt (klaring) kan volgens verschillende mechanismen verlopen. De volgende twee processen komen het meest voor:
- Nulde orde proces: de eliminatie van het farmacon verloopt met een constante snelheid. Dat wil zeggen dat er per tijdseenheid (bijvoorbeeld per minuut) een constante hoeveelheid geëlimineerd wordt. Deze hoeveelheid is onafhankelijk van de concentratie in het bloed. Een voorbeeld van een stof die zo geklaard wordt is alcohol.
- Eerste orde proces: per tijdseenheid wordt er een constante fractie (bijvoorbeeld x%) van de hoeveelheid van een in het lichaam aanwezige stof geëlimineerd. De grootte van deze fractie is onafhankelijk van de concentratie. Een en ander houdt dus in dat er per tijdseenheid een afnemende hoeveelheid van het middel uit het lichaam verdwijnt (en dus geen constante hoeveelheid zoals bij nulde orde processen). Vrijwel alle farmaca worden via eerste orde processen geklaard.

Ook de opname van farmaca uit bijvoorbeeld de darm naar het bloed, verlopen vrijwel altijd via eerste orde processen.
Een en ander hangt verder samen met de snelheid van uiteenvallen van de toedieningsvorm en de afgifte van de stof uit deze toedieningsvorm. Verder kunnen er geslachts- en raciale verschillen bestaan in de eliminatie van een geneesmiddel, naast individuele verschillen tussen patiënten. De aanwezigheid of het eerder gebruik van een ander middel kan de klaring van een middel beïnvloeden, evenals problemen met de functie van het klarende orgaan. Het gebruik van een geneesmiddel kan tot de aanmaak leiden van meer enzymen, veelal in de lever, waardoor dat middel wordt afgebroken of ontgift. Dit verschijnsel heet enzyminductie.
Het aantal compartimenten (zie boven) speelt ook een rol: klaring vindt meestal plaats vanuit 1 compartiment, waarna er uit andere compartimenten met een bepaalde snelheid weer middel naar dat klarende compartiment toe diffundeert. Er bestaan een groot aantal wiskundige modellen die de klaring van een gegeven middel, waarvan de eigenschappen goed bekend zijn, binnen dezelfde patiënt meestal wel goed kunnen voorspellen. Verschillen ontstaan vooral door individuele verschillen tussen patiënten en door interacties met andere middelen.

## Productie

### Hulpstoffen
Bij het maken van een preparaat dat uiteindelijk door de patiënt wordt gebruikt, komt nog veel meer kijken. Naast het farmacon zijn er meestal hulpstoffen nodig, bijvoorbeeld vulstoffen (om meer volume te geven), kleurstoffen en smaakstoffen, bindmiddelen (stoffen om het poedermengsel tot een tablet te kunnen persen), glijmiddelen (gladmakende stoffen om de tabletten uit de vorm te kunnen lossen en om de tabletten makkelijk in de verpakking te kunnen laten glijden), granuleermiddelen (stoffen die invloed hebben op de snelheid waarmee een tablet in de maag uiteenvalt), coating (laagje dat ervoor zorgt dat een pil pas in de darm uiteenvalt en niet in de maag: maagbeschermend of voor colon-targetting), etc.

### Verpakkingsmethoden
Naast het 'potje tabletten' is er een toenemende tendens tabletten en andere preparaten in blisters te verpakken. Dit is veel hygiënischer en heeft het voordeel dat de patiënt een pilletje kan afknippen en meenemen. Ook omdat een losse tablet in een blister makkelijk te identificeren is en bijvoorbeeld ook kan worden voorzien van een datum of tijdstip van inname. Veel ouderen gebruiken doosjes waar een weekvoorraad medicijnen in zit, door een thuisverpleegkundige of familielid gevuld met ieder vakje gelabeld naar datum en uur van inname.

### Synthetisch en natuurlijk
Dit is een beetje een schijntegenstelling: een stof met een geneeskrachtige werking kan in de natuur worden gevonden (bijvoorbeeld in een plant, vingerhoedskruid) en daaruit worden geïsoleerd, of langs synthetische weg worden vervaardigd. De moleculen zijn identiek en de werking ook. Synthetisch gemaakte vitamine C is op geen enkele manier slechter of anders dan natuurlijke. Wat wel een rol kan spelen is dat vele complexe natuurlijke stoffen in slechts 1 van twee of meer stereo-isomere vormen voorkomen, terwijl bij een synthese ook de andere vormen ontstaan die vaak niet werkzaam zijn of een ander effect hebben. Daarnaast bestaan er veel middelen die niet als zodanig in de natuur voorkomen en altijd moeten worden gesynthetiseerd. Er zijn wel grote vorderingen gemaakt in de selectieve synthese van bepaalde stereo-isomeren van sommige middelen. Er kunnen bij synthese soms wel andere stoffen ontstaan die als verontreinigingen aanwezig blijven en die anders zijn dan de verontreinigingen bij extractie uit natuurlijke bronnen. Een bepaald niveau van verontreiniging is principieel onvermijdbaar; als je maar nauwkeurig genoeg meet zitten er in ieder preparaat verontreinigingen, meetbaar in procenten, promilles, delen per miljoen of nog geringere concentraties.

## Registratie van en toezicht op geneesmiddelen

### Nederland
Het College ter Beoordeling van Geneesmiddelen (CBG) beoordeelt en bewaakt in Nederland de werkzaamheid, risico's en kwaliteit van geneesmiddelen voor mens en dier. Het CBG is verantwoordelijk voor de toelating en bewaking van werkzame geneesmiddelen op de markt. Dit komt tot uitdrukking in de volgende kernactiviteiten voor wat betreft geneesmiddelen voor menselijk gebruik:
- Beoordeling van geneesmiddelen
- Hoogwaardige en snelle beoordeling van aanvraagdossiers
- Wetenschappelijk advies: Hoogwaardige interactie in de vorm van advies met de (innovatieve) industrie om innovatie en productontwikkeling te ondersteunen
- Geneesmiddelenbewaking
- Hoogwaardige bewaking van de werkzaamheid en veiligheid van geneesmiddelen die in de markt aanwezig zijn
De Inspectie Gezondheidszorg en Jeugd (IGJ) is in Nederland verantwoordelijk voor het toezicht over veilige, effectieve en patiëntgerichte zorg, en voor de distributie.

### België
In België is het Federaal Agentschap voor Geneesmiddelen en Gezondheidsproducten bevoegd voor het verzekeren van de kwaliteit, de veiligheid en de doeltreffendheid van geneesmiddelen en gezondheidsproducten.

### Internationaal
Het toelaten van nieuwe unieke geneesmiddelen is al jaren de taak van het Europees Geneesmiddelenbureau (European Medicines Agency, EMA). In de Verenigde Staten is de Food and Drug Administration (FDA) de bevoegde overheidsinstantie.

## Risico's van geneesmiddelen
Door diverse oorzaken kunnen er problemen optreden als gevolg van het gebruik van geneesmiddelen. Het aantal doden als gevolg van medicatiefouten is sterk toegenomen.

### Geneesmiddelbewaking
Een belangrijke functie van de apotheek is tegenwoordig ook medicatiebewaking.
1. Het is belangrijk dat de apotheek een goed overzicht heeft van alle middelen die door een bepaalde patiënt worden gebruikt omdat dan problemen die kunnen optreden bij het gelijktijdig innemen van verschillende middelen kunnen worden gesignaleerd.
2. Ook is het voor de apotheek belangrijk om enig inzicht te hebben in sommige onderliggende aandoeningen (b.v maagzweren) die van grote invloed kunnen zijn op de te kiezen medicatie in sommige gevallen.
3. Ten slotte is het belangrijk dat bekende overgevoeligheden van de patiënt ook bij de apotheek bekend zijn. De extramurale Nederlandse apotheken gebruiken hiervoor al dertig jaar speciaal ontwikkelde computersystemen die vaak een zekere koppeling hebben met de computersystemen van huisartsen. De ziekenhuisapotheken zijn de laatste jaren[(sinds) wanneer?] met een inhaalslag bezig.

### Werkingen en bijwerkingen
Naast de gewenste effecten hebben vrijwel alle werkzame geneesmiddelen ook bijwerkingen, effecten waarvoor ze niet worden toegediend en die deels storend of schadelijk zijn. Misselijkheid is een van de meest voorkomende. Een aantal bijwerkingen kan overigens altijd ook aan het placebo-effect worden toegeschreven: zelfs als men onwerkzame middelen geeft (bijv tabletten geperste poedersuiker) zal een aanzienlijk deel van de gebruikers bijwerkingen rapporteren, meestal misselijkheid en/of hoofdpijn. Niettemin komen ook niet-placebo-bijwerkingen veel voor en kunnen ze een reden zijn om het gebruik te staken of naar een ander middel om te zien. Van een middel voor een onschuldige kwaal worden uiteraard minder bijwerkingen geaccepteerd dan van middelen tegen ernstige ziekten. Als een medicijngebruiker meerdere soorten medicijnen tegelijkertijd gebruikt, is het raadzaam alert te zijn op wisselwerking.
Overlijden ten gevolge van bijwerkingen van geneesmiddelen komt relatief veel voor en is een belangrijke doodsoorzaak.
In Nederland heeft het Lareb de taak in samenwerking met het CBG de bijwerkingen van geneesmiddelen te inventariseren.

### Gewenning en verslaving
Sommige geneesmiddelen worden bij gebruik door een groot aantal patiënten als plezierig ervaren, zodat de neiging bestaat ze ook te nemen als dit medisch gezien niet nodig is. Het gaat hierbij vooral om kalmerende middelen, slaapmiddelen en sterke pijnstillers uit de opiatengroep; maar ook om sommige opwekkende middelen. De wetgever heeft aan het verstrekken van deze middelen meestal extra strenge eisen gesteld; ze zijn in ieder geval alleen op recept verkrijgbaar, en vallen soms onder de Opiumwet.

## Alternatieve geneesmiddelen

### Kruidengeneesmiddelen
Afhankelijk van het product en de gevoerde beweringen kunnen fytotherapeutische bereidingen als voedingssupplement of als geneesmiddel op de markt worden gebracht. De bewering dat er een medicinaal effect optreedt maakt dat een product niet als voedingssupplement, maar uitsluitend als geneesmiddel kan worden verkocht. Wanneer een fytotherapeuticum als geneesmiddel wordt verkocht, wordt de kwaliteit ervan beoordeeld door het College ter Beoordeling van Geneesmiddelen. Bij fytotherapeutica die als voedingssupplement worden verkocht, vindt de kwaliteitsbeoordeling plaats door de Nederlandse Voedsel- en Warenautoriteit. Voor fytotherapeutica met een lange geschiedenis van traditioneel gebruik is sinds 2004 geneesmiddelenregistratie mogelijk via de Europese richtlijn Traditionele Kruidengeneesmiddelen. Dergelijke kruidenpreparaten moeten volgens farmaceutische normen geproduceerd zijn en minimaal 30 jaar toegepast worden, waarvan minstens 15 jaar binnen de EU. Toetsing op therapeutische effectiviteit vindt dan overigens niet plaats. De beweringen die gebruikt mogen worden moeten gerelateerd zijn aan het traditionele gebruik en mogen alleen van toepassing zijn voor eenvoudige aandoeningen. Kruidenmiddelen worden soms ten onrechte gezien of aangeprezen als 'onschuldiger' en 'natuurlijker' dan medicijnen. Deze redenatie is een voorbeeld van een naturalistische dwaling. Kruidengeneesmiddelen kunnen ook bijwerkingen hebben, zoals bij bijvoorbeeld het Sint-janskruid. 'Natuurlijk' is ook geen automatische aanbeveling: ook strychnine, arseen en veel andere sterke vergiften zijn zuivere natuurproducten. Daarnaast zijn de werkzame stoffen in geneesmiddelen ook dikwijls natuurproducten of synthetische analoga van natuurlijke stoffen.
Kruiden kunnen ook interageren met medicijnen. Omdat artsen vaak geen volledige kennis hebben van kruiden, en zeker niet van interacties, kunnen operatieanesthesisten voor moeilijke vraagstukken komen te staan bij een operatie. Vaak worden verder 'homeopathische' en 'natuurlijke' middelen door elkaar gehaald. Aangezien het (meestal) om planten of delen daarvan gaat, waarvan het gehalte aan werkzame inhoudsstoffen nogal kan wisselen, bijvoorbeeld door verschillende groei-, oogst- en bewaaromstandigheden, kan de therapeutische effectiviteit tussen kruidengeneesmiddelen nogal uiteenlopen. Dit is niet alleen tussen verschillende extracten van dezelfde plantensoort, maar ook tussen verschillende productiebatches van hetzelfde kruidengeneesmiddel. Om toch enige mate van stabiliteit in dosering te krijgen worden kruidenextracten in toenemende mate gestandaardiseerd. Standaardisering betekent praktisch dat de concentratie van een inhoudsstof of groep inhoudsstoffen wordt geanalyseerd en binnen bepaalde marges moet blijven. Aangenomen wordt dan dat de inhoudsstof(fen) waarop wordt gestandaardiseerd indicatief zijn voor het therapeutisch effect. Maar soms is niet bekend welke inhoudsstof of -stoffen voor het effect verantwoordelijk zijn, wat betekent dat ook in gestandaardiseerde extracten de dosering van de werkzame stoffen kan variëren.

### Homeopathische geneesmiddelen
Een homeopathisch geneesmiddel is een middel dat wordt gemaakt volgens de principes van de homeopathie, met name
1. het idee dat een ziekte kan worden bestreden door een middel dat in hoge dosering vergelijkbare klachten zou geven toe te dienen maar in een veel lagere dosering; een bepaald gif dat jeuk veroorzaakt zou in sterke verdunning juist jeuk bestrijden
2. voorts zouden dergelijke doseringen sterker werken naarmate de werkzame stof stapsgewijs verder wordt verdund en geschud (potentiëren).

De principes achter de homeopathie (gelijksoortigheidsbeginsel: similia similibus curentur) en de principes van de conventionele geneeskunde (Curantur contraria contrariis - zie Hypocrates) zijn tegenoverliggende uitersten die volgens een groot aantal mensen niet samen kunnen gaan.
Homeopathische middelen vallen in Nederland onder de Geneesmiddelenwet. Het College ter Beoordeling van Geneesmiddelen (CBG) beoordeelt bij de registratie ervan voornamelijk de kwaliteitsaspecten en laat de werkzaamheid buiten beschouwing. Om deze reden moeten alle homeopathische geneesmiddelen in Nederland een verplichte vermelding op het etiket voeren waarin wordt vermeld dat de werkzaamheid niet met wetenschappelijke criteria is beoordeeld.

### Traditionele medicijnen

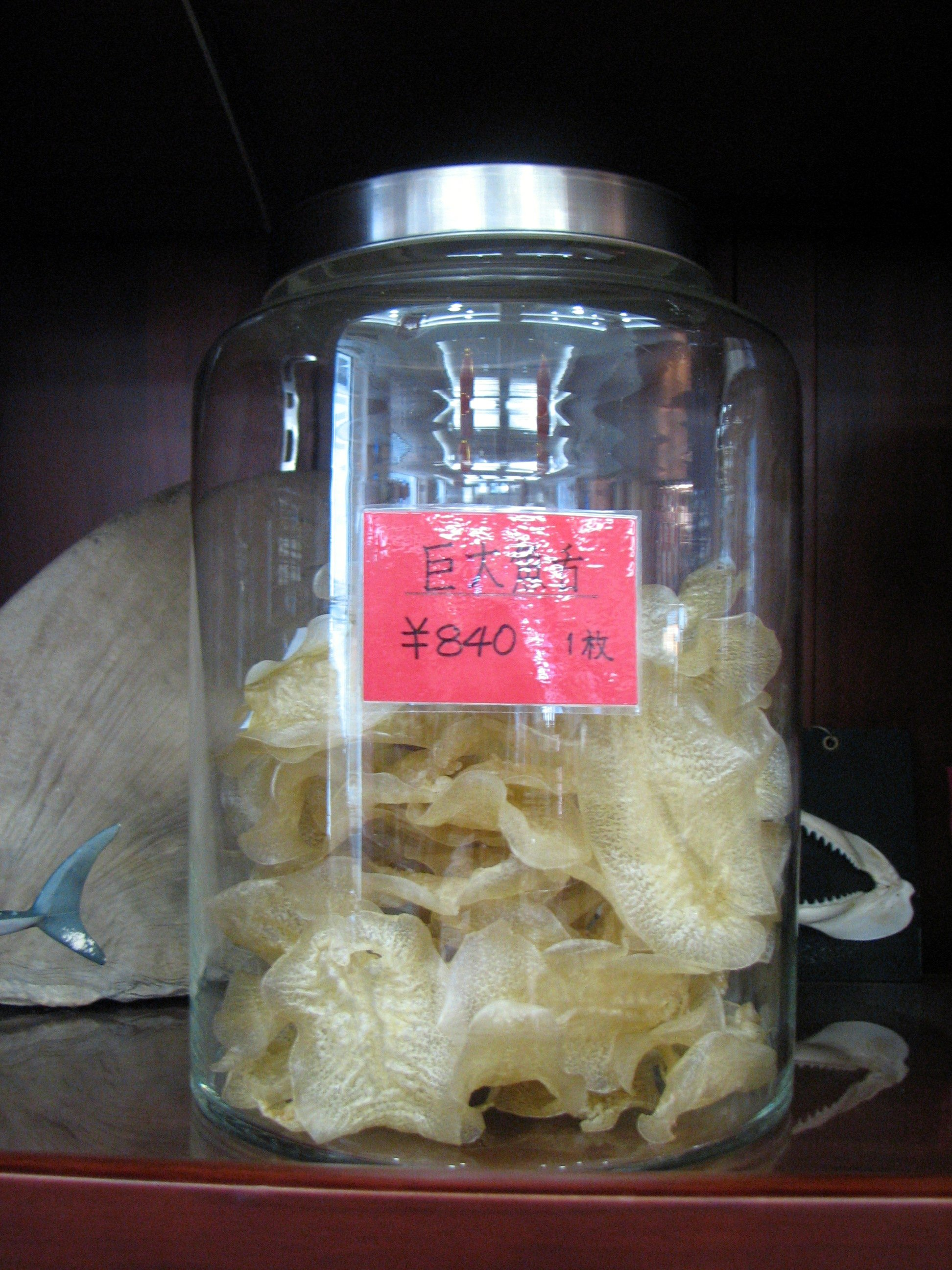
Gedroogde haaientong: een traditioneel Chinees medicijn.

Dit zijn medicijnen die sinds lange tijd worden gebruikt voor diverse kwaaltjes of om de gezondheid te verbeteren.
Een deel van de traditionele medicijnen is erop gericht de potentie te verhogen. Het betreft hier bijvoorbeeld het gedroogde en gemalen schild van de schildpad, de hoorn van de neushoorn, delen van de tijger, gedroogde haaientong en verschillende gedroogde dieren als zeepaardjes, zeekomkommers, slangen en hagedissen. De werking van deze potentieverhogers is zeer twijfelachtig, en veel diersoorten die verwerkt worden tot medicijn zijn niet meer algemeen of zeldzaam. Een aantal schildpadden, zoals de Ambonese doosschildpad staan op de rand van uitsterven door de massale vangst voor verwerking tot traditioneel medicijn. Dat probleem doet zich bijvoorbeeld in Azië met de Asian Turtle Crisis voor.

## Enkele begrippen
- Posologie of dosering: de dosis van het geneesmiddel. Zij hangt af van de ziekte, van de leeftijd van de patiënt, van zijn gewicht en van sommige andere factoren, zoals nierfunctie en leverfunctie.
- Indicatie: de ziekte(s) waarvoor het geneesmiddel wordt gebruikt.
- Contra-indicatie: de gevallen waarin het geneesmiddel gevaarlijk kan worden.
- Bijsluiter: bijgevoegde folder met informatie over het geneesmiddel.
- Therapeutische breedte: verschil of verhouding tussen effectieve en gevaarlijke dosering.
- Niet-geregistreerd gebruik of off-label: Het oneigenlijk gebruik of off label use van een geneesmiddel is het toepassen van een geneesmiddel in een situatie waarvoor het geneesmiddel niet werd geregistreerd.